# Le Dernier Hiver du Cid
Le Dernier Hiver du Cid est un récit de Jérôme Garcin publié le 3 octobre 2019 aux éditions Gallimard et ayant reçu le prix des Deux Magots en janvier 2020.

## Historique
Le livre reçoit en novembre 2019 le prix Jean-Bernard de l'Académie de médecine puis le 28 janvier 2020, le prix des Deux Magots par neuf voix contre quatre à Michel Bernard pour Hiver 1814.

## Résumé
Le récit s'attache aux derniers mois, le dernier hiver, de la vie du comédien français Gérard Philipe, qui était le père – qu'il n'a pas directement connu – d'Anne-Marie Philipe, la future épouse de Jérôme Garcin.

## Éditions
- Éditions Gallimard, coll. « Blanche », 2019  (ISBN 9782072797293)[1].